# Abbots Bickington
 (mai 2023).
Pour les articles homonymes, voir Bickington (homonymie).
Abbots Bickington est un village et une paroisse civile du Devon, situé dans l'Angleterre du Sud-Ouest.